# Wilson Yip
Pour les articles homonymes, voir Wilson.
Dans ce nom chinois, le nom de famille, Yip, précède le nom personnel.
Wilson Yip ou Yip Wai-shun (chinois: 葉偉信, Yé Wěixìn) est un réalisateur et scénariste hongkongais.

## Biographie
Passionné de cinéma depuis son plus jeune âge, Wilson Yip s'essaye à tous les genres. Il fait ses débuts dans la réalisation en 1995 avec 01:00 A.M., un film à sketches dont il réalise deux segments sur trois. Puis il réalise successivement un film pour les plus de 18 ans inspiré d'une histoire vraie, Daze Raper, un film sur les triades, Mongkok Story, un film d'horreur, Midnight Zone, une comédie romantique, Teaching Sucks, et enfin Bio Zombie, un film influencé par le Zombie de George Romero.
En 1999, il met en scène Bullets Over Summer, qui marque un tournant dans sa carrière. Ce film policier, avec les stars Francis Ng et Louis Koo, remporte de nombreux prix, dont celui du meilleur scénario aux Hong Kong Film Critics Society Awards de 2000. Il réalise ensuite un film d'action, Skyline Cruisers, un film de science-fiction, 2002, et deux nouvelles comédies romantiques, Dry Wood, Fierce Fire et Leaving Me, Loving You. En 2004, il met en scène son premier wu xia pian, The White Dragon.
À partir de 2005, il entame une collaboration avec Donnie Yen en tournant trois films d'action, SPL : Sha po lang, Dragon Tiger Gate et Flash Point, et quatre films de kung-fu, Ip Man, Ip Man 2, Ip Man 3 et Ip Man 4 - Ip Man est un expert en wing chun, connu en Occident pour avoir été le maître de Bruce Lee.

## Filmographie
- 1995 : 01:00 A.M. (夜半一點鐘, Ye ban yi dian zhong)
- 1995 : Daze Raper (迷姦犯, Mi jian fan)
- 1996 : Mongkok Story (旺角風雲, Wong gok fung wan)
- 1997 : Teaching Sucks (迴轉壽屍, Ng yun ji dai)
- 1997 : Midnight Zone (誤人子弟, Hui zhuan shou shi)
- 1998 : Bio Zombie (生化壽屍, Sang dut sau shut)
- 1999 : Bullets Over Summer (爆裂刑警, Baau lit ying ging)
- 2000 : Skyline Cruisers (神偷次世代, San tau chi saidoi)
- 2000 : Juliet in Love (朱麗葉與梁山伯, Jue lai yip yue leung saan ang)
- 2001 : 2002
- 2002 : Dry Wood, Fierce Fire (乾柴烈火, Gon chaai lit feng)
- 2002 : The Mummy, Aged 19 (五個嚇鬼的少年, Ng goh haak gwai dik siu nin)
- 2004 : Leaving Me, Loving You (大城小事, Dai sing siu si)
- 2004 : The White Dragon (小白龍情海翻波, Fei hap siu baak lung)
- 2005 : SPL : Sha po lang (殺破狼, Saat po long)
- 2006 : Dragon Tiger Gate (龍虎門)
- 2007 : Flash Point (導火綫)
- 2008 : Ip Man (葉問)
- 2010 : Ip Man 2 (葉問2)
- 2011 : A Chinese Ghost Story (倩女幽魂)
- 2011 : Magic to Win (開心魔法)
- 2015 : Triumph in the Skies (衝上雲霄)
- 2015 : Ip Man 3 (葉問3)
- 2017 : Paradox (殺破狼・貪狼, shā pò láng・tān láng)
- 2019 : Ip Man 4

### Comme acteur
- 1989 : Little Cop
- 1992 : Gangs '92

### Comme producteur
- 2015 : SPL 2 : A Time for Consequences

## Récompenses
- Prix du meilleur scénario lors des Hong Kong Film Critics Society Awards 2000 pour Bullets Over Summer.
- Nomination au prix du meilleur réalisateur lors des Hong Kong Film Awards 2001 pour Juliet in Love.